# Трояри
Трояри́ (рос. Трояры, марій. Трояры) — присілок у складі Звениговського району Марій Ел, Росія. Входить до складу Кужмарського сільського поселення.

## Населення
Населення — 58 осіб (2010; 71 у 2002).
Національний склад (станом на 2002 рік):
- чуваші — 87 %